# Čchang-le (Fu-ťien)
Čchang-le (čínsky: pchin-jin Chánglè, znaky 长乐) je městský okres, součást Fu-čou, městské prefektury a metropole čínské provincie Fu-ťien. V okrese žije 680 tisíc obyvatel na 648 km².
Město vzniklo roku 623. Postupně se stalo důležitým přístavem, výhodně položeným v ústí řeky Min-ťiang. (Tehdejší město Fu-čou, dnes centrum fučouské prefektury, leželo výše na řece Min-ťiang.) Čeng Che ve zdejším přístavu Ma-ťiang, který přejmenoval na Tchaj-pching, vyčkával na zimní monzun, aby se mohl vydat na své plavby.
Ve východní části území spadajícího pod Čchang-le u břehu Tchajwanského průlivu leží mezinárodní letiště Fu-čou Čchang-le, které je hlavním letištěm pro celé Fu-čou.